# Vicenç Ros i Marisch
Vicenç Ros i Marisch (Figueres, 1859 - 1937) va ser un industrial i polític català, alcalde de Figueres entre 1920 i 1923.
Va néixer a Figueres el 9 de febrer de 1859, on el seu pare, Jeroni Ros de Vilallonga, era industrial adober, i va morir a Figueres el 23 de 
març de 1937.
Fou regidor, en una primera etapa entre 1887 i 1891 coincidint amb el seu pare, també regidor. Va tornar a l'Ajuntament a les eleccions del novembre de 1917 on és elegit per la Unió Federal Nacionalista Republicana (UFNR), llista de l'alcalde Marià Pujulà. El primer d'abril de 1920, després de les eleccions parcials biennals, és elegit alcalde. Ho va ser fins al primer d'octubre de 1923 després del cop d'estat del general Primo de Rivera que, per reial decret del dia 30 de setembre, cessa tots els ajuntaments democràtics i els substitueix per “vocals associats” nomenats per l'autoritat militar. Després de la dimissió de Primo de Rivera, torna a l'Ajuntament el 25 de febrer de 1930 com a 1r tinent d'alcalde, fins al 23 d'abril de 1931.
Aquest període, de 1917 a 1923, va ser molt profitós per a Figueres. Es construeix el Parc Bosc Municipal; s'amplia i reforma la Rambla i es fa el monument a Monturiol; s'adquireixen els solars i es construeix la biblioteca pública; es du a terme un ampli expedient de reformes urbanístiques com la construcció de la xarxa de sanejament amb clavegueres per a tots els carrers; pavimentació amb llambordes als vials; es fan voreres; cobriment de nous trams de la riera de Galligans; bastiment de cases barates pels treballadors; projecte de construcció de dues escoles públiques; es compra i municipalitza la companyia I. de Aloy y Cia, d'aigües potables, per portar-la a les cases, llarg procés que Vicenç Ros va defensar a capa i espasa.; fan una defensa aferrissada de l'Institut evitant que el Govern central el tanqui. Es redacten les ordenances municipals de Figueres de les que, pràcticament la totalitat, encara estan vigents avui dia. Normalitzen l'ús oficial del català en l'administració local, retolen els carrers en català i posen la senyera a la façana
Era industrial de vins i aiguardents. Tenia la fàbrica al carrer Progrés de Figueres, el magatzem al carrer Blanch i la botiga al carrer Nou. Dels productes que va fabricar, l'Anís Barcino va ser el més conegut obtenint medalla d'or a l'Exposició Universal de Barcelona.